# ال سررو دل آریپو
ال سررو دل آریپو (به لاتین: El Cerro del Aripo) یک کوه در ترینیداد و توباگو است که در ترینیداد و توباگو واقع شده‌است. ال سررو دل آریپو ۹۴۰ متر بالاتر از سطح دریا واقع شده‌است.